# Hueso escafoides (carpo)
El hueso escafoides es un hueso de la muñeca, par, corto, esponjoso, de forma cuboidea, con seis caras de las cuales tres son articulares. Su nombre procede del griego σκαφοειδής skafoeidés, unión de los vocablos σκάφη skafe (‘barca, esquife’) y εἶδος eidos (‘forma’).

## Anatomía y localización
Es el primer hueso externo de la primera fila del carpo. Se articula con el radio, hueso semilunar, hueso grande, hueso trapezoide y hueso trapecio.
Los huesos formadores de la muñeca:
- La primera fila está formada por escafoides, semilunar, piramidal y pisiforme, siendo este último el más interno.

En conjunto forman el macizo del carpo, el cual tiene forma cuadrangular, por lo que se observa en él 2 caras y 4 bordes; la cara anterior es una especie de canal por donde pasan los músculos flexores y la arteria radial. 
El escafoides es un hueso de forma cuboidal que se caracteriza porque su irrigación llega por su parte más estrecha.
Es alargado de arriba abajo, y de adentro afuera, hallándose excavado por su cara interna para adaptarse al semilunar y al hueso grande, su cara superior es convexa y se articula con la faceta triangular del radio, la cara inferior, también es convexa presenta dos facetas articulares para el trapecio y el trapezoide, lo anterior lleva una prolongación externa o tubérculo del escafoides, donde se inserta el ligamento lateral externo de la articulación de la muñeca, la cara posterior es rugosa y más pequeña que las otras. La cara interna tiene dos superficies articulares, la superior, plana y más pequeña, se articula con el semilunar, en tanto que la inferior es cóncava y se articula con la cabeza del hueso grande, la cara externa posee una escotadura, limitada en parte por el tubérculo del escafoides y que deja paso a la arteria radial

## Patología

### Fractura ósea
Es el hueso del carpo que se fractura con más frecuencia.

#### Mecanismo de fractura
La fractura de escafoides es típica de las recepciones con las manos de fuertes tiros de balón en el fútbol. Pero sobre todo se producen con las caídas apoyando la mano sobre el suelo. Su diagnóstico es difícil de realizar, porque las lesiones pueden no ser visibles en las radiografías que se efectúan rutinariamente y de inmediato tras la caída. Hay que realizar unas radiografías con proyecciones especiales que permitirán observar o descubrir la parte del hueso afectada, así como visualizar más precisamente el trazo de fractura. Si las imágenes radiológicas no son del todo suficientes o son muy sospechosas de fractura, puede realizarse o prescribirse un escáner para ponerlas de relieve.
En caso de duda, es preferible colocar una inmovilización (yeso completo o férula de escayola) para inmovilizar la zona durante aproximadamente 10 a 12 días. Pasado este tiempo, se puede realizar un nuevo control radiográfico, momento en el que en muchas ocasiones se pone de manifiesto la fractura, tras la reabsorción ósea que se produce en el foco durante los primeros días. El inconveniente de este método es el retraso en caso de no existir ninguna fractura y tratarse sólo de una simple lesión articular o ligamentaria o de un esguince. Por ello, la inmovilización prolongada no está recomendada en ausencia de patología que lo justifique, y en ese caso es conveniente la rehabilitación rápida por un fisioterapeuta.
La utilización de técnicas de imagen médica moderna (escáner o resonancia magnética) permite salir de dudas más rápidamente. Aun así su uso en primera instancia, no forma parte todavía de los protocolos actuales. Deberían incluirse, pues aunque costosas, permiten evitar inmovilizaciones inútiles y disminuir los costes para la sociedad (más notablemente los días de baja laboral).

#### Tratamiento
En caso de una fractura, cuatro métodos son aplicables:
1. Inmovilización prolongada con un yeso completo de escafoides, incluyendo mano y antebrazo, durante unos 30 días.
2. Fijación en cirugía ambulatoria mediante técnica percutánea.
3. Visualización y cirugía abierta, con la técnica clásica.
4. Inyección de «hueso líquido».

#### Indicación
Las técnicas aplicables dependen del tipo de fractura y de su localización sobre el hueso. Para las fracturas sin desplazar, principalmente aquellas que afectan el cuerpo del escafoides la técnica percutánea tiende a implantarse. Esa intervención se realiza mediante anestesia local, sin hospitalización y dura aproximadamente 20 a 30 minutos.
Sus resultados son excelentes, y la duración de la inmovilización consecutiva se reduce a unas dos semanas (contra las 8 a 12 sin intervención).
Muchos servicios hospitalarios trabajan actualmente sobre la mejora de la técnica percutánea, con la utilización de CAO (Cirugía Asistida por Ordenador), permitiendo mejorar la precisión de la intervención.

#### Complicaciones y problemática
El escafoides es un hueso de forma cuboidal que se caracteriza porque su irrigación llega por su parte más estrecha. De esa forma, es muy frecuente que en una fractura de ese hueso se rompan los vasos sanguíneos. Es por ese motivo, que en muchas ocasiones su recuperación requiere de una operación quirúrgica y rehabilitación. Cabe decir que su fractura no implica siempre la fractura de los vasos sanguíneos, éste puede fracturarse ligeramente por su parte superior sin implicar más problemática que la unión del mismo.
Las fracturas de escafoides no diagnosticadas y no tratadas a tiempo, entrañan sistemáticamente complicaciones, necesitando tratamientos muy largos y complicados.
Por ello, no hay que dejar de realizar los exámenes necesarios para salir de toda duda en caso de fractura, así como explicar al paciente todas las opciones de tratamiento posibles así como sus ventajas y los riesgos eventuales.